# 東原敏昭
東原 敏昭（ひがしはら としあき、1955年〈昭和30年〉2月16日 - ）は、日本の技術者、実業家。株式会社日立製作所代表執行役会長、日立技術士会会長、日本インダストリアル・エンジニアリング協会会長、一般社団法人日本機械工業連合会会長、ロボット革命・産業IoTイニシアティブ協議会会長、公益財団法人日独協会会長。徳島県小松島市出身。学位は工学士（徳島大学・1977年）、修士（ボストン大学・1990年）。

## 経歴
阿南工業高等専門学校第3年次中退を経て徳島大学工学部電気工学科を卒業。1977年に日立製作所入社。大みか工場に配属され、制御システムの開発に携わる。1990年にボストン大学大学院コンピュータサイエンス学科を修了。その後、交通システム設計部部長、情報制御システム事業部事業部長、電力グループCOOなどを経て、2010年に日立プラントテクノロジー代表取締役社長に就任。2013年に次世代バイオ医薬品製造技術研究組合を設立、理事長に就任。2014年に日立製作所代表執行役社長兼COO、保健医療福祉情報システム工業会会長に就任。2016年に日立製作所代表執行役社長兼CEO、電子情報技術産業協会会長に就任。2019年に光産業技術振興協会理事長に就任。2021年に日本インダストリアル・エンジニアリング協会会長、日本経済団体連合会副会長、日本電機工業会会長、日立製作所代表執行役会長兼CEOに就任。2022年に日立製作所代表執行役会長、日本機械工業連合会会長に就任。

## 人物・エピソード
学部の同期にカリフォルニア大学サンタバーバラ校教授の中村修二がいるが、教養の授業にはあまり行かなかったため面識は無かったという。

## 履歴

### 学歴・職歴
- 1977年（昭和52年）3月 - 徳島大学工学部電気工学科卒業[2]。
- 1977年（昭和52年）4月 - 株式会社日立製作所入社[19]。
- 1990年（平成2年）10月 - ボストン大学大学院コンピュータサイエンス学科修了[19]。
- 1999年（平成11年）4月 - 株式会社日立製作所 電力・電機グループ 大みか電機本部交通システム設計部部長[19]。
- 2000年（平成12年）8月 - 株式会社日立製作所 電力・電機グループ 情報制御システム事業部交通システム設計部部長[19]。
- 2001年（平成13年）10月 - 株式会社日立製作所 システムソリューショングループ 情報制御システム事業部電力システム本部本部長[19]。
- 2004年（平成16年）4月 - 株式会社日立製作所 情報・通信グループ 情報制御システム事業部事業部長[20]。
- 2006年（平成18年）4月 - 株式会社日立製作所 電力グループCOO[21]。
- 2007年（平成19年）4月 - 株式会社日立製作所執行役常務 電力グループCOO[22]。
- 2008年（平成20年）4月 - 日立パワー・ヨーロッパ社出向 社長[23]。
- 2010年（平成22年）4月 - 株式会社日立プラントテクノロジー出向 代表執行役社長[24]。
- 2010年（平成22年）6月 - 株式会社日立プラントテクノロジー代表取締役社長[24]。
- 2011年（平成23年）4月 - 株式会社日立製作所執行役常務 社会・産業システム事業担当[25]。
- 2012年（平成24年）4月 - 株式会社日立製作所執行役常務 インフラシステムグループ副グループ長兼水環境ソリューション統括本部統括本部長[26]。
- 2013年（平成25年）4月 - 株式会社日立製作所執行役専務 医療事業担当兼インフラシステムグループ長兼インフラシステム社社長[27]。
- 2013年（平成25年）9月 - 次世代バイオ医薬品製造技術研究組合設立 理事長[28]。
- 2014年（平成26年）4月 - 株式会社日立製作所代表執行役社長兼COO[29]。
- 2014年（平成26年）6月 - 一般社団法人保健医療福祉情報システム工業会会長[9]。
- 2014年（平成26年）6月 - 株式会社日立製作所取締役兼代表執行役社長兼COO[30]。
- 2015年（平成27年）5月 - 一般社団法人電子情報技術産業協会代表理事兼筆頭副会長[要出典]。
- 2016年（平成28年）4月 - 株式会社日立製作所取締役兼代表執行役社長兼CEO[31]。
- 2016年（平成28年）5月 - 一般社団法人電子情報技術産業協会代表理事兼会長[32]。
- 2017年（平成29年）5月 - 一般社団法人電子情報技術産業協会副会長[33]。
- 2019年（令和元年）6月 - 一般財団法人光産業技術振興協会理事長[12]。
- 2020年（令和2年）6月 - 一般社団法人日本電機工業会副会長[34]。
- 2021年（令和3年）5月 - 株式会社日立製作所取締役兼代表執行役会長兼社長兼CEO[35]。
- 2021年（令和3年）5月 - 日本インダストリアル・エンジニアリング協会会長（現任）[13]。
- 2021年（令和3年）6月 - 一般社団法人日本経済団体連合会副会長（現任）[36]。
- 2021年（令和3年）6月 - 一般社団法人日本電機工業会会長[37]。
- 2021年（令和3年）6月 - 株式会社日立製作所取締役兼代表執行役会長兼CEO[35]。
- 2021年（令和3年）12月 - 教育未来創造会議構成員（現任）[38]。
- 2022年（令和4年）4月 - 株式会社日立製作所取締役兼代表執行役会長（現任）[39]。
- 2022年（令和4年）4月 - 経済産業省 半導体・デジタル産業戦略検討会議構成員（現任）[40]。
- 2022年（令和4年）5月 - 金融庁 スチュワードシップ・コード及びコーポレートガバナンス・コードのフォローアップ会議構成員（現任）[41]。
- 2022年（令和4年）5月 - 一般社団法人日本機械工業連合会会長（現任）[42]。
- 2022年（令和4年）5月 - 一般社団法人量子技術による新産業創出協議会設立 副代表理事（現任）[43]。

### 受賞・栄誉
- 2018年（平成30年）2月 - レオナルド国際賞（レオナルド委員会）[44]。

## 現職
- 株式会社日立製作所取締役兼代表執行役会長[45]
- 日立技術士会会長[46]
- 日本インダストリアル・エンジニアリング協会会長[47]
- 一般社団法人日本機械工業連合会会長[48]
- ロボット革命・産業IoTイニシアティブ協議会会長[49]
- 公益財団法人日独協会会長[50]
- 一般社団法人日本経済団体連合会副会長[51]
- 一般財団法人経済広報センター副会長[52]
- 公益社団法人発明協会副会長[53]
- 一般社団法人量子技術による新産業創出協議会副代表理事[54]
- 公益社団法人中小企業研究センター顧問[55]
- 学校法人ものつくり大学理事[56]
- 一般社団法人産業競争力懇談会理事[57]
- 認定特定非営利活動法人全国就労支援事業者機構理事[58]
- 公益財団法人がん研究会評議員[59]
- 教育未来創造会議構成員[60]
- 経済産業省 半導体・デジタル産業戦略検討会議構成員[61]
- 金融庁 スチュワードシップ・コード及びコーポレートガバナンス・コードのフォローアップ会議構成員[62]

## 著書
- 『日立の壁―現場力で「大企業病」に立ち向かい、世界に打って出た改革の記録』東洋経済新報社、2023年